# Yahiya Doumbia
Yahiya Doumbia (* 25. August 1963 in Bamako, Mali) ist ein ehemaliger senegalesischer Tennisspieler.
Er begann seine Tenniskarriere im Jahr 1986 und konnte im Einzel zwei Titel gewinnen. Sein Sieg 1988 in Lyon war gleichzeitig sein ATP-Debüt. Er gehört damit neben Santiago Ventura (2004 in Casablanca), José Francisco Altur (1989 in San Marino) und Nicolás Lapentti (1995 in Bogotá) zu einer Reihe von nur vier Spielern, denen es gelang, bei ihrem ATP-Debüt sogleich das Turnier zu gewinnen.
Für die senegalesische Davis-Cup-Mannschaft spielte er von 1984 bis 1999. Er absolvierte insgesamt 63 Matches, von denen er 44 gewann.

## Erfolge
| Nr. | Datum              | Turnier  | Belag       | Finalgegner  | Ergebnis      |
| --- | ------------------ | -------- | ----------- | ------------ | ------------- |
| 1.  | 14. Februar 1988   | Lyon     | Teppich (i) | Todd Nelson  | 6:4, 3:6, 6:3 |
| 2.  | 17. September 1995 | Bordeaux | Hartplatz   | Jakob Hlasek | 6:4, 6:4      |